# انویل-آمبورویل
انویل-آمبورویل (به فرانسوی: Anneville-Ambourville) یک کمون در فرانسه است که در canton of Duclair واقع شده‌است. انویل-آمبورویل ۲۰٫۳۳ کیلومتر مربع مساحت دارد ۱۵ متر بالاتر از سطح دریا واقع شده‌است.